# Nothophantes
Nothophantes horridus es una especie de araña araneomorfa de la familia Linyphiidae. Es el único miembro del género monotípico Nothophantes.

## Distribución
Se encuentra en el Reino Unido, donde es endémica en Plymouth (Inglaterra).